# Клубный кубок UNCAF 1980
1. перенаправление Турнир Фратернитад 1980